# رادیکال سیکلوپنتادی‌انیل
رادیکال سیکلوپنتادی‌انیل (انگلیسی: Cyclopentadienyl radical) یک رادیکال با فرمول شیمیایی C5H5 است.